# Bubomyiella pygmaea
Bubomyiella pygmaea är en insektsart som beskrevs av Bo Tjeder och Christer Hansson 1992. Bubomyiella pygmaea ingår i släktet Bubomyiella och familjen fjärilsländor. Inga underarter finns listade i Catalogue of Life.